# Fábio Paím
Fábio Miguel Malheiro Paím (Estoril, 15 febbraio 1988) è un ex calciatore portoghese, di ruolo centrocampista.

## Biografia
A 15 anni, ai tempi delle giovanili dello Sporting Lisbona era considerato anche più forte di Cristiano Ronaldo e col tempo il suo stipendio cresceva talmente tanto che secondo qualche calcolo si poteva permettere circa una ventina di auto sportive seppur ancora non avesse la patente. La sua tendenza a frequentare le discoteche e a consumare alcool  gli hanno pesantemente compromesso la carriera già agli albori, dove veniva mandato continuamente in prestito in squadre minori portoghesi senza mai riuscire a imporsi per i suoi vizi.
Nell'agosto 2019 Paím è stato arrestato dalla polizia portoghese di pubblica sicurezza dopo che è stata ritrovata una quantità indeterminata di droghe illegali in suo possesso ad Estoril. Alla fine fu assolto sulla base del fatto che le intercettazioni non erano prove ammissibili in un tribunale.

## Carriera

### Club

#### Sporting Lisbona
Nato ad Estoril, nel distretto di Lisbona, Fábio Paím ha iniziato a giocare a calcio nell'AFD Torre, prima di entrare nel 1997 a nove anni nel settore giovanile dello Sporting Lisbona, dove mise in mostra il suo talento precoce. Nei primi anni della sua carriera giovanile Paím era considerato uno dei giocatori più promettenti del Portogallo, tanto è vero che il suo compagno delle giovanili Cristiano Ronaldo, appena arrivato al Manchester United dallo Sporting nel 2003, dichiarò ai giornalisti: "Se pensate che io sia bravo, aspettate di vedere Fábio Paím". Ad ogni modo, al momento di intraprendere la strada del professionismo, il giovane talento portoghese disilluse altamente le aspettative, non riuscendo mai a confermarsi in nessuna delle quasi venti squadre per cui ha giocato in carriera, facendo anzi ogni volta solo sporadiche e fugaci apparizioni di pochi mesi.

#### I prestiti in patria e Chelsea
Nel 2007 lo Sporting manda Paím in prestito all'Olivais e Moscavide insieme al compagno di squadra Bruno Pereirinha, mentre nella seconda metà della stagione 2007-2008 fa il suo debutto in Primeira Liga con la maglia del Paços Ferreira.
Nell'agosto 2008 ha la grande opportunità di venire ingaggiato dal Chelsea di Luiz Felipe Scolari ma la sua esperienza in Inghilterra dura solo quattro mesi, scendendo in campo esclusivamente con la squadra delle riserve dei Blues. L'11 dicembre 2008 lascia Londra per tornare in patria, al Rio Ave, sempre a titolo temporaneo, anche se l'allenatore Carlos Brito decide di non aggregarlo alla squadra, principalmente a causa del suo stipendio eccessivamente elevato. Non trovando nessun acquirente prima della fine della sessione di calciomercato invernale, Paím passa il resto della stagione 2008-2009 da svincolato, un fatto che comporterà un declino da quel momento in poi inesorabile della sua carriera.
Il 25 settembre 2009 lo Sporting Lisbona trasferisce il calciatore nella compagine del Real SC dell'allenatore Filipe Ramos, all'epoca in terza divisione portoghese, per tutta la stagione 2009-2010. L'anno successivo Paím, a 22 anni, rescinde definitivamente con lo Sporting, squadra che lo ha cresciuto calcisticamente ma con cui non ha mai disputato un incontro ufficiale.

#### In Angola e Qatar
Dopo una fugace esperienza di due mesi al Torreense, nel 2011 l'ormai ex enfant prodige si trasferisce in Angola, prima al Primeiro de Agosto e poi al Benfica Luanda, prima di tornare in Portogallo nel 2012-2013, nel CF Benfica, in terza divisione. In questa stagione Paím cerca di riottenere una forma fisica ottimale ed esordisce con la nuova maglia in un match contro il Mafra. Nel dicembre 2012 tuttavia il giocatore fa di nuovo le valigie e si trasferisce nuovamente all'estero, questa volta in Qatar, nelle file del club della Qatar Stars League dell'Al-Kharitiyath con il quale firma un contratto biennale.

#### In giro per il mondo
Nell'agosto 2014 Paím continua la sua carriera da giramondo e si aggrega ai maltesi del Mosta, mentre nell'aprile 2015 è in Lituania, in forza al Nevėžis. Nell'estate 2015 firma un contratto con l'Union 05 Kayl-Tétange (seconda divisione del Lussemburgo) ma già a settembre viene licenziato dal club del Granducato per "condotta non professionale".
In seguito a brevi apparizioni nelle serie amatoriali brasiliane, il 10 novembre 2017 ha modo di tornare in Portogallo, nel Leixões B, mentre nel 2020 raggiunge i dilettanti di quarta serie dell'LZS Starowice, in Polonia. All'inizio del 2021 sottoscrive un contratto da un anno con i moldavi dello Zimbru Chișinău.

### Nazionale
Paím ha collezionato 42 presenze e sette reti complessive negli incontri internazionali con le nazionali giovanili del Portogallo. Il 14 ottobre 2008 disputa il suo primo e unico incontro col Portogallo under-21, entrando al 69º minuto al posto di Daniel Candeias nel match amichevole giocato a Vila Nova de Gaia perso 0-1 contro i pari età dell'Ucraina.
Dato che i suoi genitori erano originari della provincia di Huambo in Angola, nel 2011 Paím si dichiarò convocabile per rappresentare la nazionale angolana in vista della Coppa d'Africa 2012, anche se alla fine non venne preso in considerazione dalla selezione africana per la manifestazione continentale.

## Palmarès

### Club

#### Competizioni nazionali
- Segunda Liga: 1

Trofense: 2007-2008